# Andrew Tate
Emory Andrew Tate III (Washington D. C., 1 de diciembre de 1986),
conocido como Andrew Tate, es una personalidad de internet británico-estadounidense y expeleador profesional de kickboxing.
Ha sido objeto de controversia por sus declaraciones catalogadas como machistas, misóginas, homofóbicas y antivacunas por diversos medios,
lo que ha motivado su expulsión de varias redes sociales.
En mayo de 2025, la Fiscalía de la Corona del Reino Unido presentó 21 cargos en su contra y contra su hermano Tristan Tate, incluyendo violación, trata de personas, agresión y control de la prostitución.
El proceso judicial sigue en curso y, hasta la fecha, no existe ninguna sentencia condenatoria.
En diciembre de 2022 fue arrestado en Rumanía junto a su hermano, acusado de trata de personas, violación y pertenencia a un grupo criminal organizado, en el marco de una investigación de la Dirección para la Investigación del Crimen Organizado y el Terrorismo (DIICOT).
En diciembre de 2024, un tribunal de apelación dictaminó que el caso no podía ir a juicio debido a irregularidades procesales, y fue devuelto a la fiscalía para su revisión.

## Primeros años
Tate nació el 1 de diciembre de 1986 en Washington D. C. y se crio en Luton (Inglaterra). Su padre fue Emory Tate (1958-2015). Su madre trabajaba como asistente de cáterin. Tate aprendió a jugar al ajedrez a la edad de cinco años y compitió en torneos de adultos cuando era un niño. Debido a la separación de sus padres, se tuvo que mudar al Reino Unido; donde, al no tener a su maestro de ajedrez, su padre, decidió dedicar ese tiempo a aprender a pelear, con lo que se ganó la vida los siguientes años.

## Trayectoria

### Kickboxing
Tate perdió la pelea vacante por el Campeonato Mundial de peso semipesado de contacto completo ISKA ante Jean-Luc Benoit por puntos. Tuvieron una revancha tres meses después en Luton (Inglaterra), donde Tate derrotó a Benoit por nocaut en la octava ronda de las doce programadas.
En 2013, ganó su segundo título mundial ISKA en una pelea de doce rondas, esta vez en peso crucero ligero de contacto completo. Fue en Châteaurenard (Francia).

### Carrera en línea
Tras su carrera en kickboxing, comenzó a ofrecer cursos y membresías de pago a través de su sitio web, por lo que ganó fama como celebridad de internet. Usó perfiles en línea para dirigir el tráfico a su sitio web y dio cursos de capacitación sobre enriquecimiento e «interacciones entre hombres y mujeres». Según el sitio web, operaba un estudio de cámara web con novias como empleadas.

## Vida pública
Tate saltó a la fama en 2016 cuando fue expulsado de la 17.ª temporada del programa de telerrealidad Big Brother del Reino Unido, tras difundirse un vídeo en el que aparentemente golpeaba a una mujer. Posteriormente, tanto él como la mujer implicada afirmaron que se trataba de un acto consensuado y parte de un juego sexual, por lo que no se presentaron cargos.
Tate generó controversia por comentarios publicados en redes sociales, incluidos tuits en los que insinuaba que las víctimas de agresiones sexuales eran responsables de lo ocurrido. Estas publicaciones llevaron a la suspensión de varias de sus cuentas por parte de Twitter. En 2021, se verificó una nueva cuenta que aparentemente había creado, pero Twitter la suspendió poco después al considerar que violaba las políticas de evasión de baneo, reconociendo que la verificación había sido un error.
En agosto de 2022, YouTube, TikTok, Meta (Facebook e Instagram) y Twitter suspendieron sus cuentas oficiales por violaciones a las normas de incitación al odio y promoción de contenido misógino.
El 12 de octubre de 2022, durante un viaje a los Emiratos Árabes Unidos, Tate apareció en una fotografía junto a Leon Edwards, campeón británico de peso wélter de la UFC.
Ese mismo mes, en medio de las investigaciones en su contra, anunció públicamente su conversión al islam. Poco después se difundió un vídeo suyo rezando en una mezquita de Dubái.
El 18 de noviembre de 2022 recuperó su cuenta de Twitter, después de que la plataforma fuera adquirida por Elon Musk.
El 28 de diciembre del mismo año, mantuvo una discusión viral en Twitter con la activista Greta Thunberg. La respuesta de Thunberg acumuló millones de interacciones en pocas horas y recibió una amplia cobertura mediática.
En esa misma época, su fortuna personal fue estimada en aproximadamente 105 millones de dólares, aunque otras fuentes no han podido verificar dicha cifra.

### Investigación criminal y detención
El 11 de abril de 2022, el periódico The Daily Beast informó que la policía rumana había allanado la casa de Andrew Tate como parte de una investigación por presunta trata de personas y violación, tras recibir información de que una mujer estadounidense podría estar retenida contra su voluntad en la propiedad.
Las autoridades encontraron a una ciudadana estadounidense y a otra rumana, pero más tarde se difundió un vídeo en el que se veía a la primera saliendo libremente de la casa para recoger comida. A pesar de ello, la Dirección para la Investigación del Crimen Organizado y el Terrorismo (DIICOT) continuó supervisando las actividades de Tate. Un portavoz del Departamento de Estado de los Estados Unidos confirmó que estaban al tanto del caso, pero declinó hacer comentarios adicionales.
En octubre de 2022, Tate fue interrogado y puesto en libertad sin cargos.
El 29 de diciembre de 2022, Andrew y su hermano Tristan fueron arrestados en Rumanía como parte de una investigación por trata de personas, violación y pertenencia a un grupo criminal organizado.
Según el sitio rumano Libertatea, la DIICOT realizó registros en varias propiedades vinculadas a los hermanos Tate, sospechosos de haber explotado sexualmente a mujeres adultas en Rumanía.
Aunque algunos medios iniciales hablaron del \"secuestro de dos niñas\", las acusaciones formales nunca incluyeron ese cargo ni mencionaron víctimas menores de edad.
Se difundió en redes sociales que Tate fue localizado gracias a una caja de pizza visible en un vídeo que publicó en respuesta a Greta Thunberg, aunque posteriormente las autoridades rumanas negaron que ese detalle fuera clave en su localización.
En abril de 2023, Andrew y Tristan Tate fueron liberados bajo arresto domiciliario. Durante este periodo, retomaron su actividad en redes sociales y plataformas privadas, publicando vídeos en los que afirmaban haber sido víctimas de un ataque por parte del \"sistema\" o \"Matrix\".
El 1 de junio de 2023, Andrew Tate concedió una entrevista en su casa a la cadena BBC News. Según él, la periodista incumplió los acuerdos previos sobre los temas a tratar, lo que llevó a una confrontación durante la emisión.

## Récord en kickboxing
| Récord en kickboxing                                    | Récord en kickboxing | Récord en kickboxing | Récord en kickboxing                               | Récord en kickboxing    | Récord en kickboxing     | Récord en kickboxing | Récord en kickboxing |
| ------------------------------------------------------- | -------------------- | -------------------- | -------------------------------------------------- | ----------------------- | ------------------------ | -------------------- | -------------------- |
| 76 victorias, 9 derrotas                                |                      |                      |                                                    |                         |                          |                      |                      |
| Fecha                                                   | Resultado            | Oponente             | Evento                                             | Localización            | Método                   | Ronda                | Tiempo               |
| 2020-12-16                                              | Victoria             | Cosmin Lingurar      | KO Masters 8                                       | Bucarest, Romania       | TKO                      | 2                    | 2:02                 |
| 2020-11-16                                              | Victoria             | Iulian Strugariu     | RXF One Night 3 Show                               | Bucarest, Romania       | TKO                      | 1                    | 0:49                 |
| 2020-02-10                                              | Victoria             | Miralem Ahmeti       | KO Masters 7                                       | Bucarest, Romania       | KO                       | 1                    |                      |
| 2016-12-03                                              | Derrota              | Ibrahim El Boustati  | Enfusion Live 44                                   | La Haya, Países Bajos   | TKO                      | 1                    |                      |
| Por el título de Peso Semipesado de Enfusion Live.      |                      |                      |                                                    |                         |                          |                      |                      |
| 2015-03-14                                              | Victoria             | Jean-Luc Benoît      | Boxe in Défi 16                                    | Muret, Francia          | Decisión                 | 7                    | 2:00                 |
| 2015-01-01                                              | Victoria             | Liang Ling           | K1 - China vs USA                                  | Changsha, China         | Decisión                 | 3                    | 3:00                 |
| 2014-06-29                                              | Victoria             | Wendell Roche        | Enfusion Live 19                                   | Londres, Inglaterra     | TKO                      | 2                    |                      |
| Enfusion Live World Light Heavyweight                   |                      |                      |                                                    |                         |                          |                      |                      |
| 2014-04-26                                              | Derrota              | Miroslav Cingel      | Enfusion Live 17, Semifinal                        | Žilina, Slovakia        | Decisión                 | 3                    | 3:00                 |
| 2014-03-15                                              | Victoria             | Cyril Vetter         | Power Trophy 2014                                  | Châteaurenard, France   | KO                       | 1 (12)               |                      |
| ISKA World Full-Contact Light Cruiserweight             |                      |                      |                                                    |                         |                          |                      |                      |
| 2013-12-01                                              | Victoria             | Laszlo Szabo         | Enfusion Live 11                                   | Londres, Inglaterra     | Decisión (unánime)       | 3                    | 3:00                 |
| 2013-06-29                                              | Victoria             | Marlon Hunt          | Enfusion Live 6                                    | Londres, Inglaterra     | Decisión (unánime)       | 3                    | 3:00                 |
| 2013-03-30                                              | Victoria             | Marino Schouten      | Enfusion Live 3                                    | Londres, Inglaterra     | Decisión (unánime)       | 3                    | 3:00                 |
| 2013-03-09                                              | Victoria             | Vincent Petitjean    | Power Trophy 2013                                  | Châteaurenard, Francia  | Decisión                 | 12                   | 2:00                 |
| ISKA World Full-Contact Light Cruiserweight             |                      |                      |                                                    |                         |                          |                      |                      |
| 2013-02-02                                              | Victoria             | David Radeff         | Enfusion Live 1                                    | Zwevegem, Bélgica       | Decisión (unánime)       | 3                    | 3:00                 |
| 2012-12-02                                              | Derrota              | Franci Grajš         | Enfusion 3: Trial of the Gladiators                | Liubliana, Eslovenia    | KO (rodilla)             | 1                    |                      |
| Enfusion 3 Tournament Championship                      |                      |                      |                                                    |                         |                          |                      |                      |
| 2012-12-02                                              | Victoria             | Ritchie Hocking      | Enfusion 3: Trial of the Gladiators, Semi Finals   | Liubliana, Eslovenia    | KO                       | 1                    |                      |
| 2012-05-12                                              | Derrota              | Sahak Parparyan      | It's Showtime 56                                   | Cortrique, Bélgica      | Decisión (unánime)       | 5                    | 3:00                 |
| It's Showtime 85MAX World Title                         |                      |                      |                                                    |                         |                          |                      |                      |
| 2012-03-31                                              | Victoria             | Joe McGovan          | The Main Event                                     | Mánchester, Inglaterra  | KO (Tres derribos)       | 1                    | 1:23                 |
| 2011-11-12                                              | Derrota              | Vincent Petitjean    | La 18ème Nuit des Champions                        | Marcella, Francia       | Decisión (unánime)       | 8                    | 2:00                 |
| NDC Full-Contact                                        |                      |                      |                                                    |                         |                          |                      |                      |
| 2011-08-17                                              | Victoria             | Adnan Omeragić       | Enfusion 3: Trial of the Gladiators, Quarter Final | Ohrid, Macedonia        | TKO (traumatismo ocular) |                      |                      |
| 2011-08-12                                              | Victoria             | Sammy Masa           | Enfusion 3: Trial of the Gladiators, First round   | Ohrid, Macedonia        | KO                       | 2                    |                      |
| 2011-06-05                                              | Victoria             | Jean-Luc Benoît      | Pure Force 9                                       | Luton, Inglaterra       | KO                       | 8 (12)               | 2:00                 |
| ISKA World Full-Contact Light Heavyweight               |                      |                      |                                                    |                         |                          |                      |                      |
| 2011-03-19                                              | Derrota              | Jean-Luc Benoît      | Boxe in Défi 12                                    | Muret, Francia          | Decisión                 | 12                   | 2:00                 |
| ISKA World Full-Contact Light Heavyweight               |                      |                      |                                                    |                         |                          |                      |                      |
| 2010-10-16                                              | Victoria             | Jamie Bates          | History in the Making 4                            | Nottingham, Inglaterra  | KO                       | 8                    |                      |
| 2009-09-26                                              | Victoria             | Daniel Hughes        | IKF Kickboxing                                     | Bristol, Inglaterra     | KO                       | 1 (10)               |                      |
| IKF British Cruiserweight Title                         |                      |                      |                                                    |                         |                          |                      |                      |
| 2009-04-25                                              | Victoria             | Paul Randle          | Championship Kickboxing                            | Derby, Inglaterra       | KO                       | 5                    | 2:00                 |
| ISKA English Full-Contact Cruiserweight                 |                      |                      |                                                    |                         |                          |                      |                      |
| 2008-09-14                                              | Victoria             | Mo Kargbo            | Absolute Adrenaline                                | Bournemouth, Inglaterra | TKO                      | 5                    |                      |
| 2008-07-12                                              | Victoria             | Ollie Green          | International Kickboxing at the Circus Tavern      | Essex, Inglaterra       | TKO                      | 4                    | 1:00                 |
| 2008-05-11                                              | Victoria             | Lee Whitfield        | IKF Pro & Amateur Kickboxing                       | Kent, Inglaterra        | Decisión                 | 6 (6)                | 2:00                 |
| 2008-02-24                                              | Derrota              | Luke Sines           | IKF Pro & Amateur Kickboxing                       | Kent, Inglaterra        | Decisión (unánime)       | 5 (5)                | 2:00                 |
| 2007-04-07                                              | Derrota              | Scott Gibson         | Golden Belt                                        | Hove, Inglaterra        | KO (derecha por encima)  | 4 (7)                | 0:37                 |
| ISKA British Full-Contact Light Heavyweight Golden Belt |                      |                      |                                                    |                         |                          |                      |                      |